# Carlo Mattogno
Carlo Mattogno (* 12. Januar 1951 in Orvieto, Italien) ist ein italienischer Autor und Holocaustleugner. Er gehört zu der Gruppe von Holocaustleugnern, die ihre Arbeit als „Schule“ historischer Wissenschaft inszenieren.

## Leben
Informationen über Mattogno finden sich ausschließlich auf revisionistischen Websites. Demnach hat er Latein, Griechisch, Philosophie, Orientalistik und Religionswissenschaft studiert. Diese Angaben lassen sich nicht aus unabhängigen Quellen verifizieren. Auch fehlen jegliche Hinweise über Zeitpunkt und eventuellen Abschluss eines Studiums.
Publizistisch trat Mattogno 1985 in Erscheinung, als er in dem neofaschistischen Verlag Sentinella d'Italia  zwei pseudowissenschaftliche Studien, „Il rapporto Gerstein: anatomia di un falso“ (Der Gerstein-Bericht – Anatomie einer Fälschung) und „Il mito dello sterminio ebraico“ (Der Mythos der Ausrottung der Juden) veröffentlichte. Beide Publikationen waren darauf angelegt, den Völkermord in den Konzentrations- und Vernichtungslagern der Nationalsozialisten abzustreiten. In seiner aus dem Italienischen übersetzten Veröffentlichung Bełżec – In Propaganda, Testimonies, Archeological Research, and History behauptet Mattogno, dass das Vernichtungslager Belzec nur ein „Durchgangslager für die Überführung von Juden in den Osten“ war.
Mattogno ist Mitglied des Advisory Board des Institute for Historical Review, das die holocaustleugnenden Thesen unterstützt, und Mitherausgeber von dessen Publikationsorgan Journal of Historical Review sowie Mitarbeiter bei den Annales d'Histoire Revisionniste. Bei einigen Publikationen arbeitete er mit dem Holocaustleugner Jürgen Graf zusammen. Mattognos Publikationen erscheinen in englischer und deutscher Sprache, unter anderem im Verlag Castle Hill Publishers, den der Holocaustleugner Germar Rudolf in Hastings (Großbritannien) betreibt, aber auch auf verschiedenen revisionistischen Websites.

## Indizierung
Mattognos Buch Auschwitz – Die erste Vergasung, Gerüchte und Wirklichkeit wurde am 27. September 2012 vom Landgericht Mannheim beschlagnahmt und am 8. Februar 2013 von der Bundesprüfstelle für jugendgefährdende Medien indiziert.